# Nanclars
Nanclars é uma comuna francesa na região administrativa da Nova Aquitânia, no departamento de Charente. Estende-se por uma área de 5,73 km². Em 2010 a comuna tinha 208 habitantes (densidade: 36,3 hab./km²).